# 格里维-卢瓦西
格里维-卢瓦西（法語：Grivy-Loisy，法語發音：[gʁivi lwazi]）是法国大東部大區阿登省的一个市镇，属于武济耶区。该市镇由格里维（Grivy）与卢瓦西（Loisy）两个村庄组成。

## 地理
格里维-卢瓦西（49°24'59"N, 4°37'52"E）面积11.56 平方千米，位于法国大東部大區阿登省，该省份为法国北部内陆省份，西接埃纳省，南至马恩省，东临默兹省，北与比利时接壤。
与格里维-卢瓦西接壤的市镇（或旧市镇、城区）包括：沙尔德尼、许菲利罗什、马尔斯苏布尔克、基伊、图尔塞勒-肖蒙、翁克、武济耶。

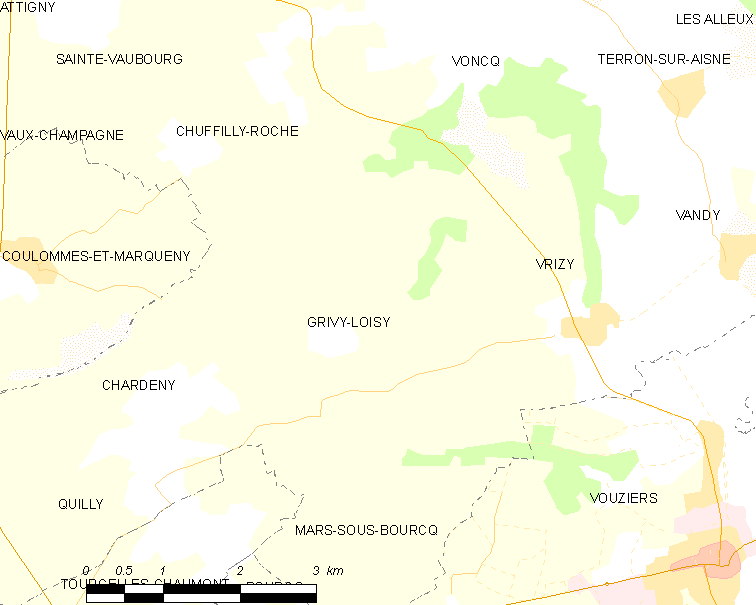
格里维-卢瓦西的OSM定位图

格里维-卢瓦西的时区为UTC+01:00、UTC+02:00（夏令时）。

## 行政
格里维-卢瓦西的邮政编码为08400，INSEE市镇编码为08200。

## 政治
格里维-卢瓦西所属的省级选区为阿蒂尼县。

## 人口

1962-2008年间格里维-卢瓦西人口变化图示

格里维-卢瓦西于2022年1月1日时的人口数量为183人。